# Mike Chapman
Mike Chapman, született Michael Chapman (Nambour, 1947. április 13. –) ausztrál zenei producer és dalszerző, a korai 1970-es években a brit könnyűzene egyik legjelentősebb alakja volt. Slágerek sorozatát alkotta előadóival, például a Sweettel, Suzi Quatróval, a Smokie-val és a Muddal. Később a Blondie és a The Knack albumainak producere lett.